# Hartworm
Een hartworm (Dirofilaria immitis) is een parasitaire rondworm uit de familie van de Onchocercidae en de orde Spirurida waarin een groot aantal op zoogdieren parasiterende rondwormen zijn ondergebracht.

## Ziekteverwekkende nematode
Een zoogdier kan besmet worden met deze parasiet door een steek van steekmuggen. De meest voorkomende dieren die besmet worden zijn hondachtigen, maar ook bij katachtigen en andere zoogdieren komt besmetting voor. Nadat de mug de infectie over heeft gebracht, ondergaat de worm verschillende transformaties passend bij stadia in zijn leven. Uiteindelijk komt de worm via de bloedbaan in het hart terecht, waar hij zijn volwassen leven in het rechterventrikel (kamer) van het hart van de gastheer doorbrengt. Een volwassen hartworm kan in het uiterste geval wel 30 centimeter lang worden.

## Verspreiding
De besmetting kan in principe overal plaatsvinden waar steekmuggen voorkomen. In de praktijk geldt echter dat de ontwikkeling van de parasiet in de mug afhankelijk is van de omgevingstemperatuur. Die moet namelijk minimaal twee weken aaneengesloten 27°C zijn; zodra de temperatuur onder de 14°C daalt, is ontwikkeling onmogelijk. In Europa komt de hartworm dan ook hoofdzakelijk voor in Zuid-Europa. Andere gebieden in de wereld zijn de Verenigde Staten (behalve Alaska), bepaalde delen van Canada, Zuid-Amerika, Zuidoost-Azië, Australië, het Midden-Oosten en Japan.

## Etymologie
Het eerste deel van de wetenschappelijke naam, Dirofilaria, is afgeleid van het Latijnse dīrus ('angstig' of 'onheilspellend') en fīlum ('draad'). Samen is dat dus 'onheilspellende draad'. Het tweede deel, immitis, is afgeleid van het Latijnse im ('niet') en mitis ('mild'). Samen is dat dus 'ernstig'.